# Szyszak (hełm)

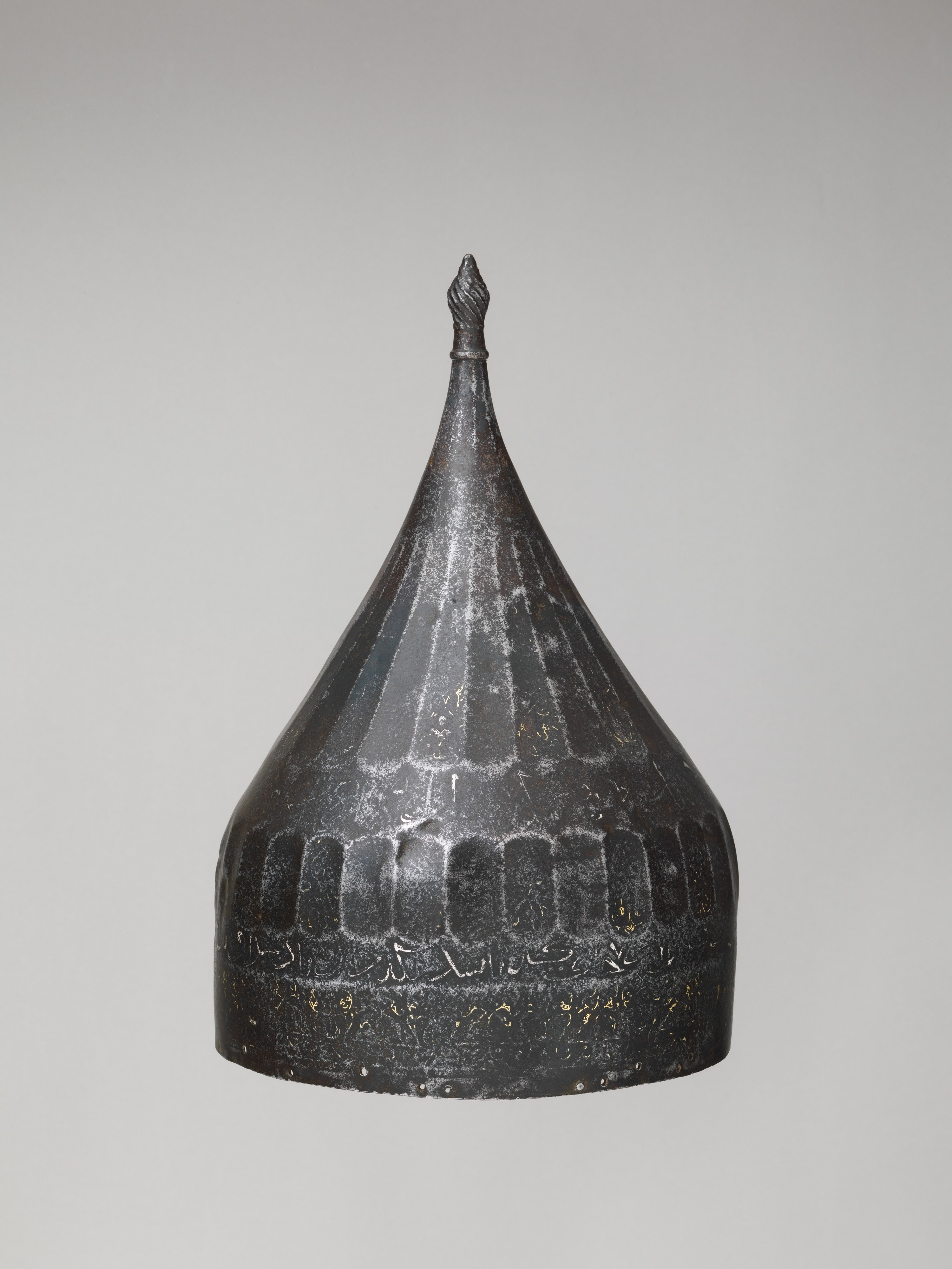
Szyszak średniowieczeny z XV wieku (tak zwany szłom)

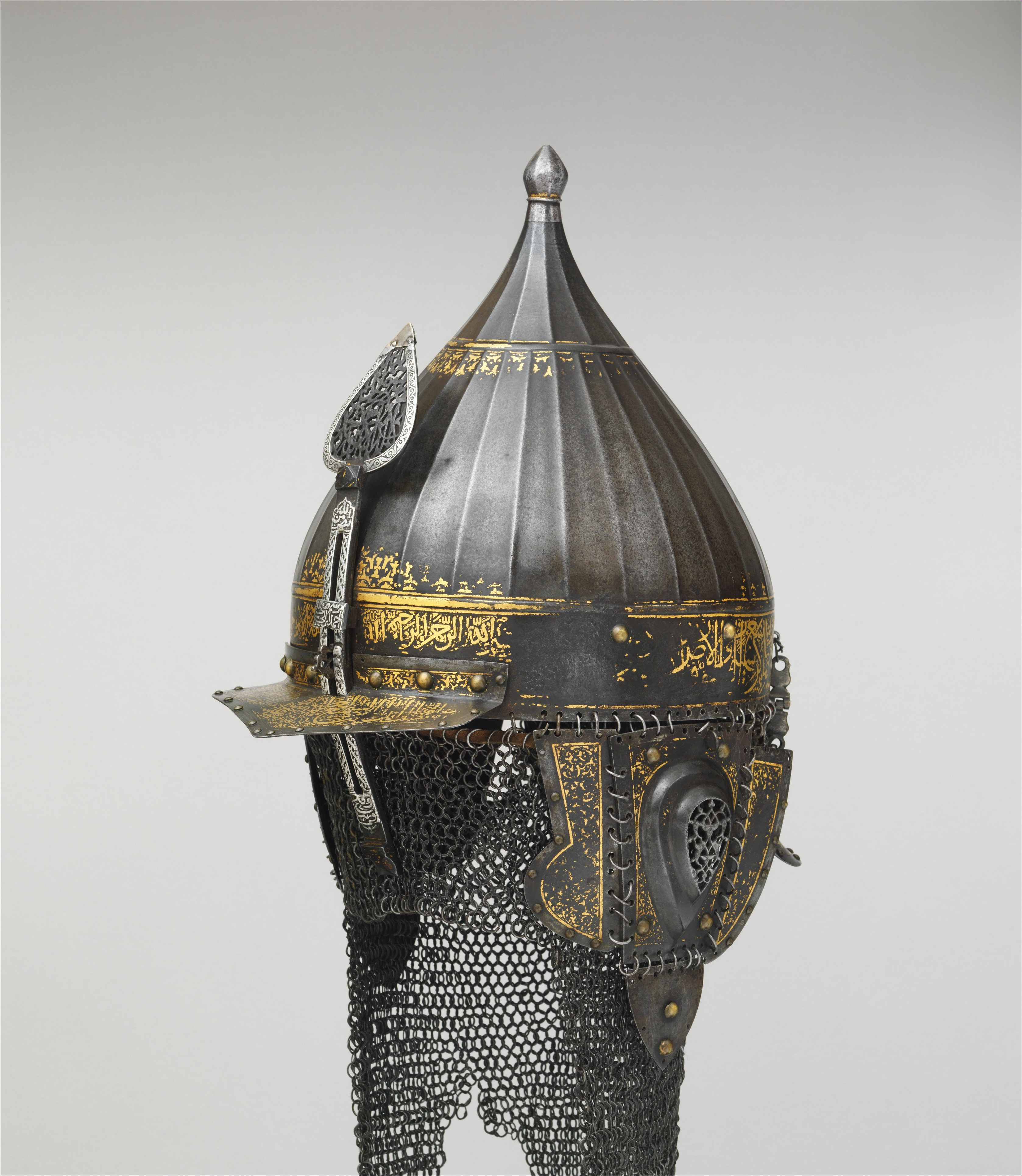
Szyszak turecki z XVI wieku o konstrukcji pośredniej pomiędzy szłomem a pappenheimerem

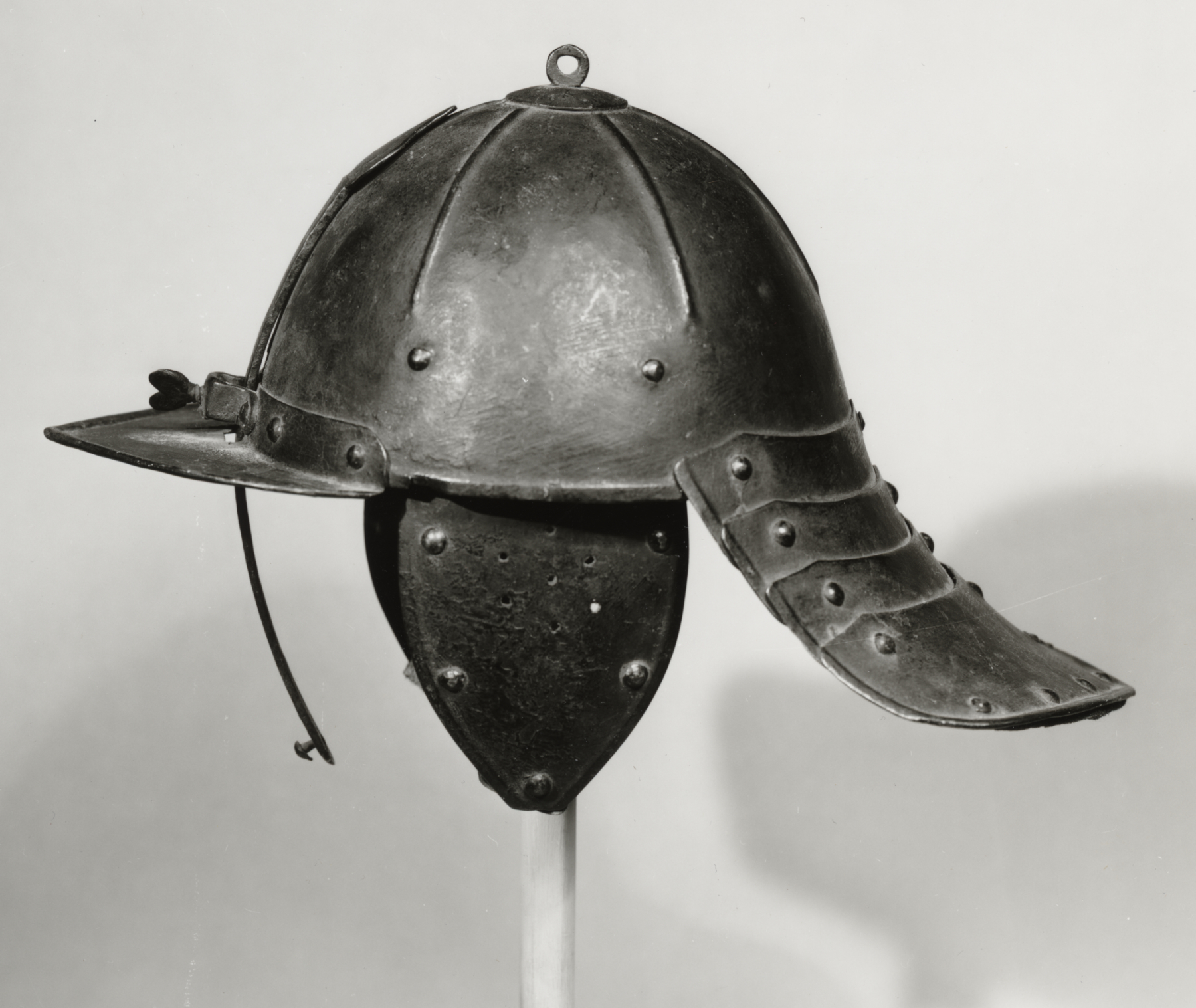
Szyszak nowożytny z XVII wieku (tak zwany pappenheimer)

Szyszak, dawniej szłom (węg. sisak, niem. zischägge) – termin odnoszący się do dwóch konstrukcji hełmu otwartego: średniowiecznego (tak zwany szłom), którego dzwon uformowany był w bardzo wysoki stożek, oraz nowożytnego (tak zwany pappenheimer) o złożonej budowie, z dzwonem wyposażonym w dodatkowe elementy: daszek, policzki, folgowany nakarczek, oraz podnoszony nosal.

## Średniowiecze
Na ziemiach polskich od wczesnego średniowiecza szyszak znany był jako szłom. Cztery szyszaki zostały odkryte w Wielkopolsce (w Gieczu, Gnieźnie, Gorzuchach i w Olszówce).
Średniowieczne okazy niemal nie różnią się konstrukcją i zdobieniem. Wszystkie pochodzą z X lub XI wieku. Ich dzwon, zbliżony kształtem do wybrzuszonego stożka, wykonano z czterech znitowanych blach żelaznych, umocnionych na dole obręczą z charakterystyczną ozdobną rozetką lub rodzajem diademu z przodu. Złączenia blach ornamentowane są listewkami miedzianymi. Na bocznych kwaterach dzwonu umieszczono dekoracyjne rozetki, a szczyt wieńczy tulejka z miedzianymi listewkami dla umieszczenia pióropusza najczęściej wykonanego z końskiego włosia bądź piór. Dolna krawędź hełmu złączona była z nitowanym oplotem kolczym chroniącym uszy, szyję i kark. Do ochrony szyi używano plecionki kolczej. Żelazo dzwonu pokryto miedzianą złoconą blachą, a obręcz, rozetki i tulejka noszą ślady srebrzenia.
Głównym ośrodkiem produkcji owych szyszaków była Ruś. Z Rusi hełmy te rozchodziły się na zachód i docierały na tereny Polski, Serbii oraz Chin, na Sambię i na Węgry. W Polsce wyrobem hełmów zajmowali się szłomnicy.

## Nowożytność
Szyszak nowożytny używany był na ziemiach polskich przez wojska narodowego autoramentu, w szczególności husarię. Doczekał się wielu modyfikacji, na przykład husarskie, skrzydlate, karacenowe.
Budowa szyszaka husarskiego:
- dzwon o kształcie kopulastym na podkładzie skórzanym,
- otok w dolnej części dzwonu hełmu,
- przynitowane do otoku: daszek z nosalem, policzki, nakarczek.